# 세케르

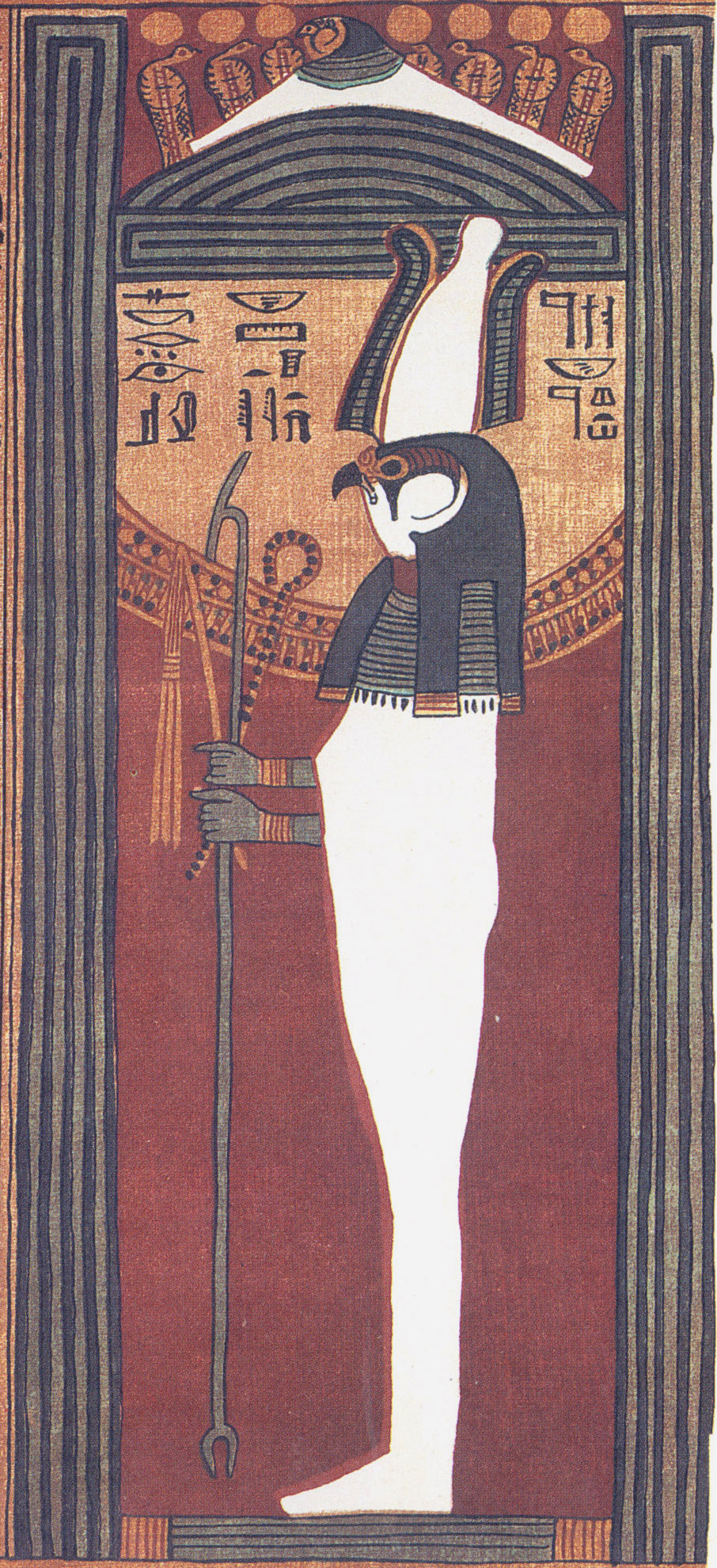

이집트 신화에서 세케르(Seker)는 본래 고왕국 시대에서 ‘하’에서 ‘바’와 ‘카’로 분리되는 행위를 신격화한 신이다. 이 행위는 죽음 이후 육체에서 영혼이 분리되는 것과 유사하며, 장례 의식 중 하나인 입을 여는 의식에서 볼 수 있는데, 세케르의 이름 또한 "입을 깨끗이"라는 의미를 담고 있다. 바와 카, 또는 "인격"과 "생명력"은 깨우친 존재, 아크로 재결합한다.